# 9826 Ehrenfreund
9826 Ehrenfreund este un asteroid din centura principală de asteroizi.

## Descriere
9826 Ehrenfreund este un asteroid din centura principală de asteroizi. A fost descoperit pe 16 octombrie 1977 la Observatorul Palomar de Cornelis Johannes van Houten, Ingrid van Houten-Groeneveld și Tom Gehrels. Asteroidul prezintă o orbită caracterizată de o semiaxă mare de 2,99 ua, o excentricitate de 0,09 și o înclinație de 8,9° în raport cu ecliptica.